# Hypoprepia vittata
Hypoprepia vittata är en fjärilsart som beskrevs av Harrison 1841. Hypoprepia vittata ingår i släktet Hypoprepia och familjen björnspinnare. Inga underarter finns listade i Catalogue of Life.